# 表面輝度
表面輝度(surface brightness) とは、天文学で、銀河や星雲などの広がりを持った天体の明るさを表すために用いられる概念である。

## 概要
一般に、天体の視等級はその天体全体について積分された値である。例えば、ある銀河が12.5等級であると言う場合、その銀河から届く光の総量が12.5等級の恒星と等しいということを意味している。しかし、恒星は見かけの大きさが非常に小さく、ほとんどの観測において実質的に点光源と見なすことができるのに対して、銀河は通常、数秒角あるいは数分角の広がりを持っている。そのため、銀河を見るのは星を見るよりも難しい。このような場合、天体の表面輝度を見積もることでその天体がどのくらい見やすいかが分かる。

## 表面輝度の計算
表面輝度は普通、1平方秒角当たりの等級で表される。等級は対数スケールなので、表面輝度を求める際には単に天体の等級値を面積（立体角）で割り算してはならない。M 等級の光源が A 平方秒の面積に広がっている場合、その表面輝度 S は以下の式で求められる。
{\displaystyle S=M+2.5\log _{10}A}
恒星などの点光源の視等級は天体までの距離が遠くなるほど暗くなるが、表面輝度は天体までの距離が大きくなっても小さくならない。ある量の光を放出している天体が元の距離から2倍遠くに移動したと仮定すると、我々に届く光の強さは 1/4 になるが、同時に我々から見た時の天体の面積（立体角）も 1/4 になるため、結果として表面輝度は変わらない。従って、天体の表面輝度は距離によらない量である。この性質は、銀河が持つ絶対的な明るさを銀河同士で比較する際などに役立つ。